# Tavigliano

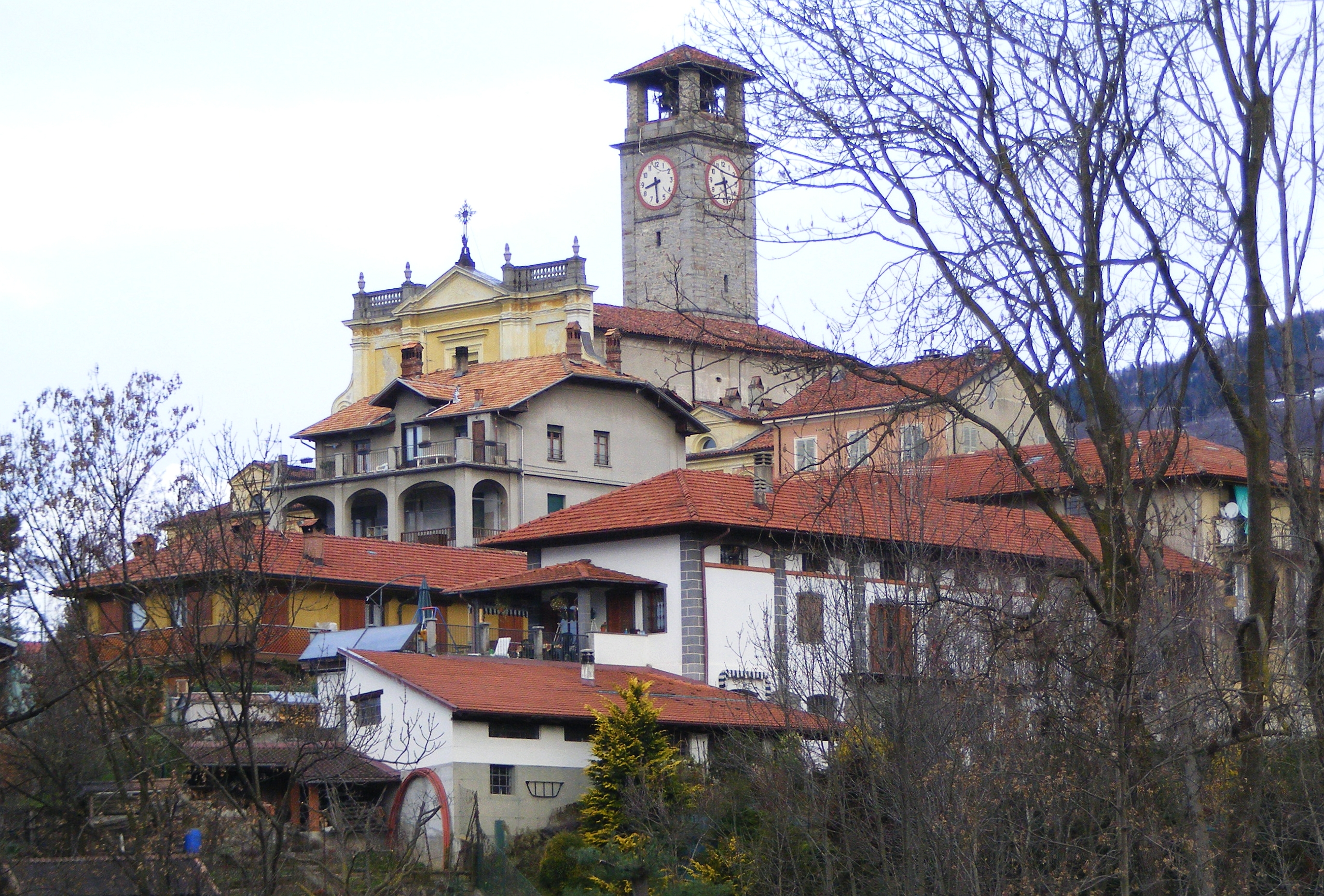
Panorama

Tavigliano ist eine Gemeinde mit 902 Einwohnern (Stand 31. Dezember 2023) in der italienischen Provinz Biella (BI), Region Piemont.

## Geographie
Der Ort liegt auf einer Höhe von 659 m über dem Meeresspiegel.
Das Gemeindegebiet umfasst eine Fläche von zehn km². Die Nachbargemeinden sind Andorno Micca, Bioglio, Callabiana, Pettinengo, Piedicavallo, Rassa, Sagliano Micca, Selve Marcone und Veglio.

## Söhne und Töchter
- Alceste Catella  (* 1942), katholischer Geistlicher, emeritierter Bischof von Casale Monferrato